# Магдалена Фулярчик
Магдалена Фулярчик-Козловська (пол. Magdalena Fularczyk-Kozłowska, 16 вересня 1986) — польська веслувальниця, олімпійська чемпіонка та медалістка, чемпіонка світу, дворазова чемпіонка Європи.

## Виступи на Олімпіадах
| Олімпіада   | Дисципліна   | Місце |
| ----------- | ------------ | ----- |
| Лондон 2012 | двійка парна | 3     |
| Ріо 2016    | двійка парна | 1     |